# Nautijaure
Nautijaure, Samisch: Návdajávvre, is een meer in Zweden, in de gemeente Jokkmokk. Het meer ligt ten zuiden van het dorp Nautijaur. Het water in het meer komt uit de Nautasjåkka, maar stroomt daar ook weer in weg. Het meer ligt op 343 meter boven de zeespiegel.
afwatering: meer Nautijaure → Nautasjåkka → meer Randijaure → Grote Lule → Lule → Botnische Golf